# 山口県道192号串戸田線
山口県道192号串戸田線（やまぐちけんどう192ごう くしへたせん）は、山口県山口市から周南市に至る一般県道である。

## 概要
山口市徳地串から周南市大字戸田に至る。

### 路線データ
- 起点：山口市徳地串（山口県道9号徳山徳地線交点）
- 終点：周南市大字戸田（周南市戸田交差点、国道2号交点、山口県道27号山口徳山線終点）

## 歴史
- 1973年（昭和48年）3月31日 山口県告示第274号の5により認定される。

前身は山口県道192号串福川停車場線および山口県道180号鹿野戸田停車場線の各一部。新南陽市馬神（当時）以南の経路を入れ替えて成立した。
- 1993年（平成5年）5月11日 - 建設省から、県道串戸田線の一部を山口徳山線として主要地方道に指定される[1]。
- 2003年（平成15年）4月21日 - 新南陽市・徳山市・熊毛郡熊毛町・都濃郡鹿野町が対等合併して周南市が発足したことに伴い終点の地名表記が変更される（徳山市戸田→周南市戸田）。
- 2005年（平成17年）10月1日 - 山口市・佐波郡・吉敷郡の全4町が対等合併して改めて山口市が発足したことに伴い起点の地名表記が変更される（佐波郡徳地町串→山口市徳地串）。

## 路線状況

### 重複区間
- 国道376号・国道489号（山口市徳地島地 - 周南市大字米光）
- 山口県道180号串夜市線（周南市大字米光 - 周南市大字馬神）
- 山口県道27号山口徳山線（周南市大字湯野 - 周南市大字戸田・周南市戸田交差点（終点））

### 道路施設

#### 橋梁
- 上村橋（島地川、山口市 - 周南市、国道376号重複区間内）

## 地理

### 通過する自治体
- 山口県
  - 山口市 - 周南市

### 交差する道路
| 交差する道路                                                                     | 市町村名 | 交差する場所 | 交差する場所            |
| -------------------------------------------------------------------------------- | -------- | ------------ | ----------------------- |
| 山口県道9号徳山徳地線                                                            | 山口市   | 徳地串       | 起点                    |
| 国道376号 重複区間起点 国道489号 重複区間起点                                    | 山口市   | 徳地島地     |                         |
| 国道376号 重複区間終点 国道489号 重複区間終点 山口県道180号串夜市線 重複区間起点 | 周南市   | 大字米光     |                         |
| 山口県道180号串夜市線                                                            | 周南市   | 大字馬神     |                         |
| 山口県道169号湯野山畑線                                                          | 周南市   | 大字湯野     |                         |
| 山口県道27号山口徳山線 重複区間起点                                              | 周南市   | 大字湯野     |                         |
| 国道2号 山口県道27号山口徳山線 重複区間終点                                      | 周南市   | 大字戸田     | 周南市戸田交差点 / 終点 |

### 沿線
- 山口市役所 島地支所
- 周南市役所
  - 湯野支所
  - 戸田支所
- 湯野温泉

### 峠
- 柿ノ木峠（周南市）